# إد بورنس (كاتب)
إد بورنس (بالإنجليزية: Ed Burns)‏ هو كاتب سيناريو أمريكي، ولد في 29 يناير 1946 في بالتيمور في الولايات المتحدة.

## وصلات خارجية
- إد بورنس على موقع IMDb (الإنجليزية)
- إد بورنس على موقع قاعدة بيانات الفيلم (الإنجليزية)